# Argenton-sur-Creuse

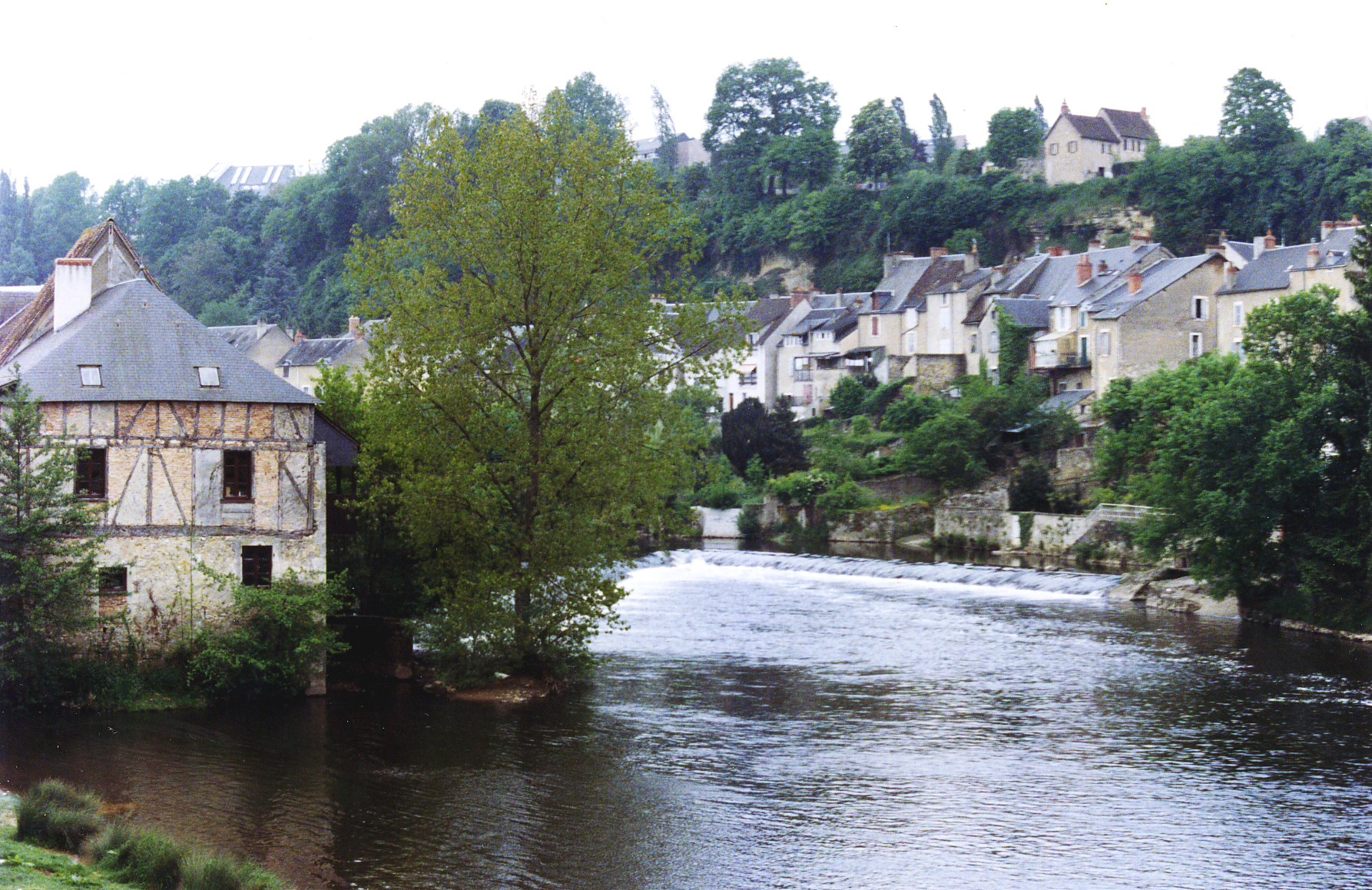
Argenton-sur-Creuse

Argenton-sur-Creuse – miejscowość i gmina we Francji, w Regionie Centralnym, w departamencie Indre.
Według danych na rok 1990 gminę zamieszkiwały 5193 osoby, a gęstość zaludnienia wynosiła 177 osób/km² (wśród 1842 gmin Regionu Centralnego Argenton-sur-Creuse plasuje się na 65. miejscu pod względem liczby ludności, natomiast pod względem powierzchni na miejscu 355.).